# テトラクロロアルミン酸塩
テトラクロロアルミン酸塩(Tetrachloroaluminate)は、アルミニウムと塩素からなる、化学式[AlCl4]-の陰イオンである。四面体形であり、四塩化炭素の炭素をアルミニウムで置き換えた構造を持つ。いくつかのテトラクロロアルミン酸塩は有機溶媒に可溶で、非イオン性非水溶液を作る。これは、電池用の電解質の成分として適したものである。例えば、テトラクロロアルミン酸リチウムは、リチウム電池に用いられている。

## 合成
テトラクロロアルミン酸イオンは、塩化アルミニウムを触媒として用いるフリーデル・クラフツ反応の中間体として生成される。フリーデル・クラフツ アルキル化反応の場合、その反応は、以下のように3つの段階に分解できる。
第1段階：ハロゲン化アルキルが強いルイス酸と反応し、テトラクロロアルミン酸イオンとアルキル基からなる活性求電子剤を形成する。
第2段階：芳香環（この場合はベンゼン環）が活性求電子剤と反応し、アルキルベンゼンカルボカチオンを形成する。
第3段階：アルキルベンゼンカルボカチオンがテトラクロロアルミン酸イオンと反応し、芳香環とルイス酸を再生し、塩化水素を形成する。
同様の機構は、フリーデル・クラフツ アシル化反応でも起こる。